# Estany Esbalçat
Estany Esbalçat är en sjö i Andorra. Den ligger i parroquian Andorra la Vella, i den nordvästra delen av landet nära gränsen till Frankrike. Estany Esbalçat ligger 2 282 meter över havet.
I trakten runt Estany Esbalçat förekommer i huvudsak kala bergstoppar.